# Le Barabli

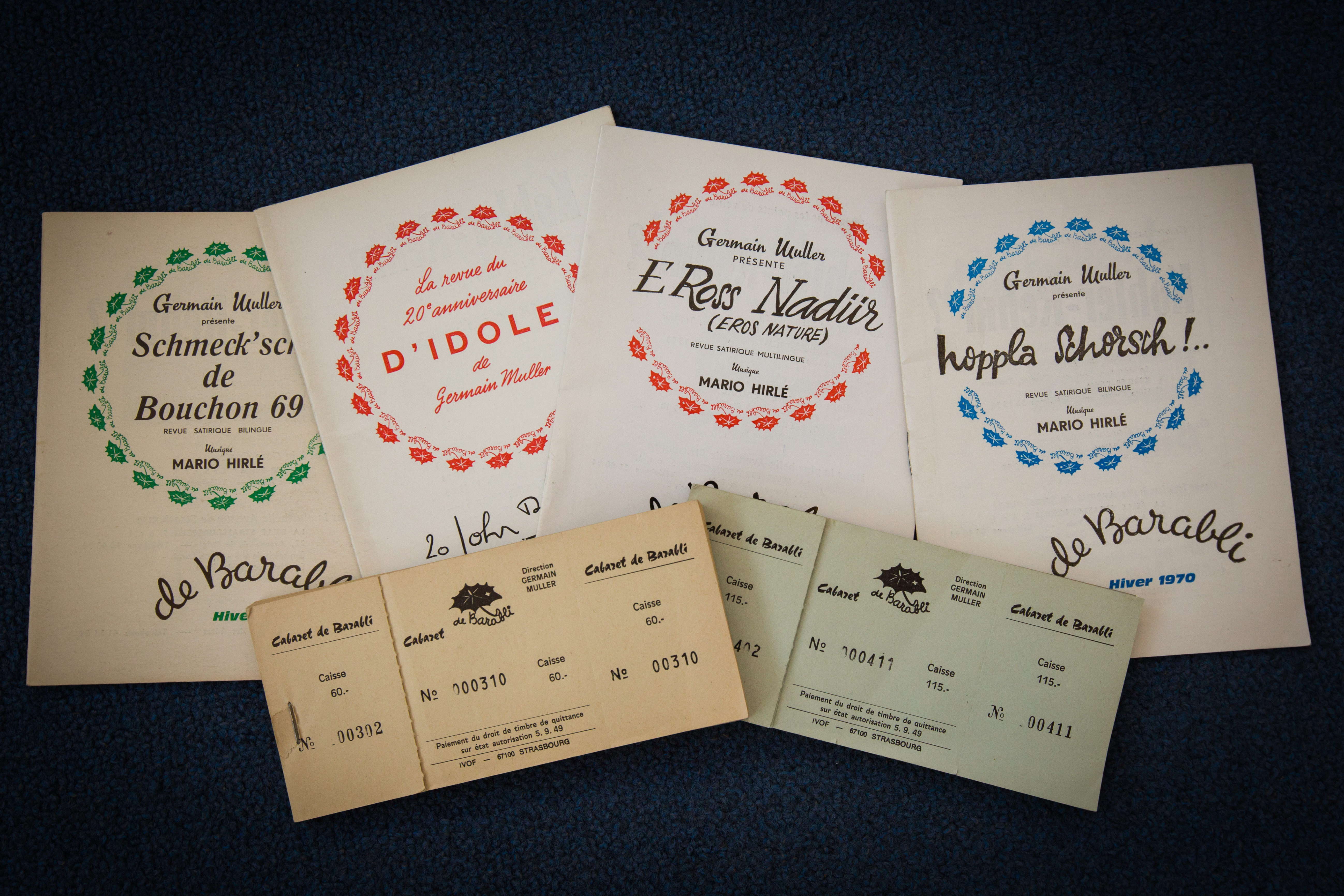
Billets et programmes du Barabli.

Le Barabli fue un cabaret alsaciano bilingüe lanzado en Estrasburgo por Germain Muller y Raymond Vogel en 1946. El músico era Mario Hirlé. Cesó sus actividades en 1992.

## Histórico
Las primeras representaciones tuvieron lugar en el Ciné-Bal Aubette, luego la compañía se mudó al Théâtre du Cercle des Officiers (Teátro del Círculo de los Oficiales), en la place Broglie. 
Cuando Germain Muller y Mario Hirlé dejan el cabaret en 1988, Harry Lapp y Dinah Faust se encargan de seguir hasta el cese definitivo de las actividades en el 1992.

## Espectáculos impactantes
Desde 1946 hasta 1992, cuarenta y cuatro revistas mezclándo bailes, canciones, sainetas y sátira política atraen a un público numeroso y fiel.
- 1947 : Steckelburi schwingt (primera revista del Barabli)
- 1948 : d’Litt han Keen Geld ! de Germain Muller, música : Mario Hirlé, decorados : Richard Schall. Con Germain Muller, Dinah Faust, Robert Breysach, Charles Falck, Félice Hæuser, Henri Meyer, Enid Mosier, Raymond Vogel, René Wieber.
- 1949 : Enfin… redde mir nim devun, de Germain Muller, música : Mario Hirlé, decorados : Richard Schall. (Reproducción en 1961 et 1980)
- 1952/53 : Emol ebs anders, de Germain Muller, música : Mario Hirlé, décors : Schall - Bricka - L. Wagner, disfraces : Inès Wagner. Con Germain Muller, Robert Breysach, Dinah Faust, Charles Falck, Félice Hæuser, Henri Meyer, Enid Mosier, Raymond Vogel, René Wieber.
- 1957-58 : Hewe se…, de Germain Muller, música : Mario Hirlé, decorados : Richard Schall, costumes : Inès Wagner, Coreografía : Iselore Wœbke. Con Germain Muller, Robert Breysach, Dinah Faust, René Wieber, Charles Falck, Henri Meyer, Rolf Dietz, André Flick, Pierre De Jong, Jean-Simon Prévost, Yvette Veit, Chrisiane Charrel, Inès Marcel, Annette Rauch.
- 1959/60 : Blaü vum Strossburi de Germain Muller, música : Mario Hirlé, decorados : Richard Schall, disfraces : Inès Wagner, coreografía : Roland April. Con Germain Muller, Robert Breysach, René Wieber, Charles Falck, Henri Meyer, André Flick, Michel de Krause, Maurice Besançon, Jacques Martin, Dinah Faust, Yvette Veit, Christiane Charel, Élisabeth Heimann, Cécile Ancel.
- 1961/62 : E lüs im Krüt, de Germain Muller, música : Mario Hirlé, decorados: Louis e Inès Wagner.
- 1963/64 : D'Hausse nab (Desveló la canción D’Letschte que luego se convirtió en la final tradicional).
- 1969 : Schmeck’sch de Bouchon 69, de Germain Muller, música : Mario Hirlé, decorados : Jean Remlinger, disfraces : Inès Wagner. Con Germain Muller, Dinah Faust, Élisabeth Best, René Wieber, Géo Lachat, Catherine Bonnat, Renée Dottor, Robert Breysach, René Wieber, Henri Meyer, André Flick, Michel Pierrat, Dominique Muller.
- 1976 : …As d’Schwarte Krache, de Germain Muller, música : Mario Hirlé, decorados : André Wenger, disfraces : Inès Wagner, coreografía : Jean Garcia. Con Germain Muller, René Wieber, Charles Falck, Michel Pierrat, André Flick, Bernard Gir, Jean-Jacques Supper, Maurice, Mario Hirlé, Robert Breysach, Dinah Faust, Yvette Veit, Elisabeth Best, Christiane Charel, Sylviane Pitour, Anne Wenger.
- 1982 : Franzle mit Rand.
- 1986 : S’isch nonit alles fütti…, de Germain Muller, música : Mario Hirlé, decorados : André Wenger, disfraces : Inès Wagner, coreografía: Jean Garcia. Con Germain Muller, Dinah Faust, Robert Breysach, Elisabeth Best, Christiane Charel, Anne Wenger, Valérie Schwart, Michel Pierrat, Daniel Weber, Christian Hahn, Charles Lobstein, Patrice Muller.
- 1988 : O Strossburri un Ke End, de Germain Muller, música: Mario Hirlé, decorados: André Wenger, disfraces: Inès Wagner, puesta en escena : Bernard Jenny, coreografía : Jean Garcia. Con Dinah Faust,[1] Elisabeth Best, Christiane Charel, Anne Wenger, Cathy Bernecker, Michel Pierrat, Christian Hahn, Charles Lobstein, André Flick, Francis Freyburger, Jean-Pierre Schlagg.
- 1994 : e bescht of vum Barabli, de Germain Muller, música: Mario Hirlé, decorados: Dominique Darth, disfraces: Inès Wagner, puesta en escena : Bernard Jenny, coreografía : Jean Garcia. Con Dinah Faust, Cathy Bernecker, Valérie Schwarz, Christian Hahn, Dédé Flick, Thierry Wintzner, Michel Pierrat, Piano : Charles Schwarz. Puesta en escena Christian Hahn y Dinah Faust.

## Lista de los principales colaboradores
Marie-Paule Angst ; Charlotte April ; Roland April ; Alfred Bauer ; Charles Beck ; Henri Bergmiller ; Jean-Pierre Bergmiller ; Laurence Bergmiller ; Cathy Bernecker ; Elisabeth Best ; Robert Breysach ; Michel Bruneau ; Christiane Charel ; Pierre De Jong ; Rold Dietz ; Charles Falck ; Céleste Faust ; Dinah Faust (épouse de Germain Muller) ; André Flick ; Francis Freyburger ; Françoise Garcia ; Jean Garcia ; Aloyse Goguel ; Marlyse Grieslin ; Félice Haeuser ; Christian Hahn ; Roger Hahn ; Madame Hegny ; Mario Hirlé ; Chantal Iss ; Bernard Jenny ; Geo Krencker ; Alfred Litzelmann ; Claude Lobbedez ; Charles Lobstein ; Dany Machi ; Jacques Martin ; Henri Meyer ; Roger Muhl ; Augustine Muller (madre de Germain Muller) ; Patrice Muller (hijo de Germain Muller) ; Simone Muller (hermana de Germain Muller) ; Gilles Pierrat ; Jean Remlinger ; Robert Schaffroth ; Richard Schall (cuñado de Germain Muller) ; Jean-Pierre Schlagg ; Pierre Schneider ; Marie-France Schoen ; Germaine Schwartz ; Roger Siffer ; Yvette Stahl ; Émile Straub ; Cathy Strub ; Yvette Veit ; Raymond Vogel ; Inès Wagner ; Louis Wagner ; Daniel Weber ; André Wenger ; René Wieber ; Rose-Marie Wilhem (cousine de Germain Muller)

### Discografía
- 20 Johr Barabli, 1946-1966, Studio J.D., Schiltigheim, 1966, 3 discos 33 t. + 1 libreta
- Barabli Hit, 29 éxitos del Barabli retomados por 15 artistas como homenaje a Germain Muller y Mario Hirlé.(29 succès du Barabli repris par 15 artistes en hommage à Germain Muller et Mario Hirlé.) Association Musical Comédie, Estrasburgo,2004.

### Filmografía
- S'Beschte vum Barabli, caja con dos videocasetas producidas por FR3 Alsace y l'INA, así como un dossier de prensa 1946-1986
- Portal:Alsacia. Contenido relacionado con Cultura.

- Datos: Q15974928
- Multimedia: Barabli / Q15974928